# Зюзино (Астраханська область)
Зюзино  (рос. Зюзино) — село у Ікрянинському районі Астраханської області Російської Федерації.
Населення становить 540 осіб (2010). Входить до складу муніципального утворення Мумринська сільрада.

## Історія
Населений пункт розташований на території українського етнічного та культурного краю Жовтий Клин. Від 1925 року належить до Ікрянинського району.
Згідно із законом від 6 серпня 2004 року органом місцевого самоврядування є Мумринська сільрада.

## Населення
| 1873 | 1876 | 1912 | 2002 | 2010 |
| ---- | ---- | ---- | ---- | ---- |
| 175  | ↘75  | ↗979 | ↘349 | ↗540 |